# Granita (singolo)
Granita è un singolo del cantautore e rapper italiano LDA, pubblicato il 26 maggio 2023 come unico estratto dalla riedizione del primo album in studio Quello che fa bene.

## Descrizione
Il brano, scritto dallo stesso cantautore con Alessandro Caiazza, è prodotto da Simone Capurro, in arte Starchild.

## Video musicale
Il video musicale, diretto da Mario Miccione, è stato pubblicato in concomitanza all'uscita del brano attraverso il canale YouTube del cantautore.

## Tracce
Testi di Luca D'Alessio e Alessandro Caiazza, musiche di Simone Capurro.
1. Granita – 2:51